# Keila Simpson
Keila Simpson (Pedreiras, 1965 ou 1966) é uma ativista LGBT considerada uma das mais importantes do Brasil. Em 1998, fundou a Associação Nacional de Travestis e Transexuais. É a primeira travesti nomeada doutora honoris causa no Brasil.

## Carreira
Nascida em Pedreiras, interior do Maranhão, Keila entendeu sua "condição predisposta biologicamente" aos 14 anos de idade. Até os anos 1980, atuou como empregada doméstica em Teresina, ano em que teve contato com a prostituição. Ao longo dos anos, morou também em Recife, em Pernambuco, e Salvador, na Bahia, onde conheceu melhor a comunidade trans.
Em 1991, conheceu o fundador do Grupo Gay da Bahia (GGB), Luiz Mott. Começou a militar de fato em 1995, quando criou a Associação de Travestis de Salvador, no auge da pandemia do HIV/Aids. Criou a Associação Nacional de Travestis e Transexuais três anos depois, sendo registrada como pessoa jurídica em 2002. Atualmente, trata-se de uma das mais importantes dentro do movimento. Em 29 de janeiro de 2004, fez parte do grupo de ativistas e lideranças transexuais e travestis que lançou a campanha "Travesti e Respeito" no Congresso Nacional, em Brasília, uma parceria até então inédita com o governo federal via Ministério da Saúde. O ato tornou-se um marco na história do movimento e a data foi escolhida como o Dia Nacional da Visibilidade Trans para lembrar anualmente as conquistas e novas demandas dessa população.
Keila também foi vice-presidente da primeira organização a representar a população LGBTQIA+ em solo nacional, a Associação Brasileira de Gays, Lésbicas, Bissexuais, Travestis, Transexuais e Intersexos (ABGLT); e coordenou o Centro de Promoção e Defesa dos Direitos de LGBT (CPDD LGBT), que recebe denúncias de violações de direitos da população LGBTQIA+ na Bahia. Em 2013, atuou como presidente do Conselho Nacional de Combate à Discriminação de LGBT, recebendo no mesmo ano o Prêmio Nacional de Direitos Humanos pela então presidente Dilma Rousseff pelos serviços prestados à comunidade LGBTQIA+ no Brasil.
Em abril de 2022, Keila passou a integrar a Diretoria Executiva da Associação Brasileira de Organizações Não Governamentais (Abong) para representar a Bahia e o Sergipe. Em maio, foi detida ao chegar no aeroporto da Cidade do México por não ter os documentos pessoais retificados (corrigidos após a transição de gênero). Ela participaria do Fórum Social Mundial da Abong, onde representaria o Brasil. Segundo ela, "Me deportaram por ser trans, não pelo meu nome". Em dezembro, se tornou a primeira travesti Doutora Honoris Causa no país pela Universidade do Estado do Rio de Janeiro (UERJ), sendo também a primeira pessoa trans a receber o título em vida.